# Acraea lineata
Acraea lineata är en fjärilsart som beskrevs av Aurivillius 1925. Acraea lineata ingår i släktet Acraea och familjen praktfjärilar. Inga underarter finns listade i Catalogue of Life.